# Coyopa
En la mitología maya, Coyopa es el dios del trueno y de los ruidos atronadores. Es hermano de Cakulha (dios del rayo) y ambos trabajan para Yaluk (dios mayor del relámpago).
Durante las tormentas ambos trabajan en conjunto, mientras uno lanza el rayo el otro hace el estruendoso ruido.
- Datos: Q21478412